# Reema Abdo
Reema Abdo (* 19. Mai 1963 in Aden, Südjemen) ist eine ehemalige kanadische Schwimmerin. Bei den Olympischen Spielen 1984 in Los Angeles gewann sie eine Bronzemedaille mit der kanadischen 4-mal-100-Meter-Lagenstaffel.

## Karriere
Reema Abdo schwamm für die Trenton Dolphins. 1982 debütierte sie in der Nationalmannschaft. Bei den Commonwealth Games 1982 in Brisbane belegte sie den sechsten Platz über 100 Meter Rücken und den siebten Platz über 200 Meter Rücken. 1983 nahm sie als Studentin der Arizona State University für Kanada an der Universiade in Edmonton teil und belegte den siebten Platz über 100 Meter Rücken. Mit der Lagenstaffel gewann sie die Bronzemedaille.
Bei den olympischen Schwimmwettbewerben 1984 trat Reema Abdo in drei Disziplinen an. Über 100 Meter und 200 Meter Rücken erreichte sie nicht das Finale. Die kanadische Lagenstaffel mit Reema Abdo, Anne Ottenbrite, Michelle MacPherson und Pamela Rai erkämpfte die Bronzemedaille hinter der US-Staffel und den Schwimmerinnen aus der Bundesrepublik Deutschland. 1985 trat sie mit der kanadischen Lagenstaffel bei den Pan Pacific Swimming Championships in Tokio an und gewann die Goldmedaille. Die mittlerweile an der University of Toronto studierende Abdo trat auch bei der Universiade 1985 in Kōbe an. Sie belegte den achten Platz über 100 Meter Rücken, über 200 Meter Rücken verpasste sie als Vierte die Bronzemedaille um drei Hundertstelsekunden. 1986 gewann sie noch einmal einen kanadischen Meistertitel und beendete dann ihre Leistungssport-Karriere.
Reema Abdo arbeitete bei der Ontario Provincial Police.